# Will & Grace
Will & Grace är en Emmy Award-vinnande och Golden Globe-nominerad amerikansk sitcom som ursprungligen sändes mellan 1998 och 2006. Serien handlar om Will Truman, en homosexuell advokat, och hans bästa vän Grace Adler, en heterosexuell judisk designer, samt deras vänner, rika Karen Walker och den hårt arbetande gayskådespelaren Jack McFarland. Serien utspelar sig i New York.
TV-serien hade premiär i USA, på NBC, 21 september 1998 och ökade därefter stadigt i popularitet. Tittarsiffrorna ökade ytterligare när NBC flyttade programmet till torsdagskvällarna. Däremot har seriens popularitet minskat sedan den sjätte säsongen. Serien har både fått kritik och beröm för att porträttera en homosexuell livsstil och kultur. Kritiken kommer både från motståndare som är emot homosexualitet i allmänhet, och ifrån homosexuella som menar att serien ger en inkorrekt bild av HBTQ-samhället.
I juli 2005 meddelades att den åttonde säsongen skulle bli den sista. Det allra sista avsnittet av Will & Grace sändes 18 maj 2006 i USA.
Under 2011 släpptes Will & Grace på DVD i Sverige, hittills de tre första säsongerna, den första gavs ut av Futurefilm, de övriga två av Noble Entertainment. Det är osäkert om fler säsonger kommer att släppas.
I september 2017 hade säsong 9 premiär.

## Rollfigurer

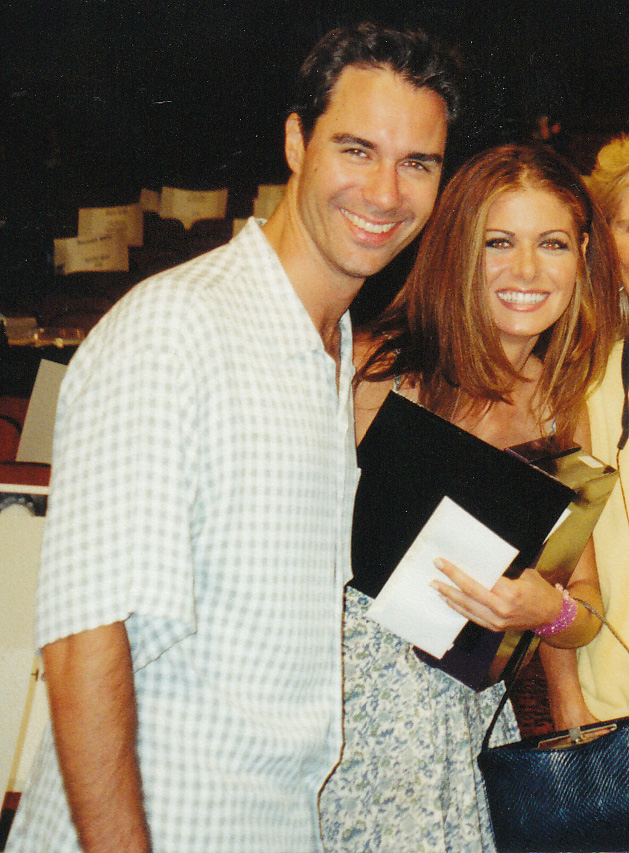
Eric McCormack, Debra Messing

- Eric McCormack som Will Truman. Will är en homosexuell advokat som bor i en våning på Manhattan i New York. Will är väldigt bildad och intellektuell, han är även väldigt pedantisk. Hans vänner tycker hans pedant-terror kan gå till överdrift. Will är godsinnad och försöker i sitt yrke som advokat hjälpa de behövande, före de som betalar bra, genom serien börjar han ändå jobba för stora företag. Will var tillsammans med Grace under collegetiden, då han även träffade Jack. När Will accepterade sin läggning, efter att Jack genomskådat honom, gjorde han och Grace slut, men förblev bästa vänner.
- Debra Messing som Grace Adler. Grace är Wills närmaste vän sedan länge, en vänskap som började med att de hade ett förhållande i college. Grace arbetar som inredningsdesigner på sin egen firma "Grace designs". Hon är neurotisk och kreativ, och likt Will väldigt pedantisk i sitt designerjobb. Grace gillar mat av alla slag. Hon vill gärna förknippas med andra rödhåriga kändisar som Julia Roberts och Rita Hayworth men blir ofta förknippad med mindre smickrande celebriteter.
- Sean Hayes som Jack McFarland. Jack driver runt på olika tillfälliga arbeten inom teater- och nöjesbranschen, han försörjer sig i huvudsak på pengar från Will och Karen. Jack kan vara väldigt skrikig och gå upp i falsett när han är arg eller mycket glad. Jack hackar ständigt på Will, samtidigt som han utnyttjar Will till bristningsgränsen. Jack, till skillnad från Will, har mycket lösa sexuella umgängen med män och är betydligt öppnare med sin sexualitet. Jack har ett gigantiskt ego och jämför sig ofta med Will, som enligt Jack har en betydligt mindre attraktiv kropp och klädstil. Jack är ett stort fan av Cher.
- Megan Mullally som Karen Walker. Karen är en lycksökerska som gift sig rikt med Stanley Walker, men hon erkänner i kritiska ögonblick kärleken till sin make. Karen är en missbrukare av alkohol och mediciner. Hon har en kaxig och vass framtoning, hon gör ständigt narr av alla. Karen arbetar som sekreterare på "Grace Designs", framför allt för att fördriva sin tid, eftersom lönen hon får inte är vidare intressant för henne.

## Gästskådespelare (urval)
- Tim Curry
- Alec Baldwin
- Jeff Goldblum
- Jack Black
- John Cleese
- Glenn Close
- Macaulay Culkin
- Matt Damon
- Ellen DeGeneres
- Michael Douglas
- Minnie Driver
- Seth Green
- Madonna
- Demi Moore
- Rosie O'Donnell
- Luke Perry
- Sydney Pollack
- Debbie Reynolds
- Britney Spears
- Sharon Stone

Som sig själv
- Cher
- Kevin Bacon
- Candice Bergen
- Sandra Bernhard
- Deborah Harry
- Janet Jackson
- Elton John
- James Earl Jones
- Jennifer Lopez
- Josh Lucas
- Patti Lupone
- Barry Manilow
- Martina Navratilova